# Magic Carpet Ride
«Magic Carpet Ride» es una canción de rock escrita por John Kay y Rushton Moreve de la banda canadiense Steppenwolf. Fue el sencillo de lanzamiento del álbum The Second, y alcanzó el tercer puesto en la lista de sencillos de los Estados Unidos. Es una de las canciones más famosas de la banda, superada solo por "Born to Be Wild". La versión del sencillo difiere notablemente de la versión del álbum, con un distinto rango vocal de Kay en el primer verso y con una producción distinta. Esta versión es también más corta que la original, que llega hasta los 4:27 minutos, mientras que el sencillo solo dura 2:55.
La canción aparece en la banda sonora de la película de 1968, Candy. En el universo ficticio de Star Trek, Zefram Cochrane, interpreta esta canción durante las secuencias de lanzamiento para tener buena suerte, como se muestra en la película Star Trek: Primer Contacto.

## Letra
I like to dream
 Yes yes right between the sound machine
 On a cloud a sound I drift into the night
 Any place it goes is right
Goes far flies near to the stars away from here
 Well you don't know what uh we can find
 Why don't you come with me little girl?
 On a magic carpet ride
 You don't know what we can see
 Why don't you tell your dreams to me?
 Fantasy will set you free
 Close your eyes girl
 Look inside girl
Let the sound take you away
 Last night I hold Aladdin's lamp and so I wished that I could stay
 Before the thing could answer me
 Well someone came and took the lamp away
 I looked around a lousy candle was all I found
Well you don't know what uh we can find
 Why don't you come with me little girl
 On a magic carpet ride
 Well you don't know what we can see
 Why don't you tell your dreams to me?
 Fantasy will set you free
 Close your eyes girl
 Look inside girl
 Let the sound take you away
You don't know what uh we can find
 Why don't you come with me little girl?
 On a magic carpet ride
 Well you don't know what uh we can see.

## Posicionamiento en listas

### Listas semanales
| Lista (1968–1969)                     | Mejor posición |
| ------------------------------------- | -------------- |
| Alemania (Offizielle Deutsche Charts) | 11             |
| Australia (Kent Music Report)         | 12             |
| Austria (Ö3 Austria Top 40)           | 12             |
| Bélgica (Valonia) (Ultratop 50)       | 48             |
| Canadá (RPM Top Singles)              | 1              |
| Estados Unidos (Billboard Hot 100)    | 3              |
| Estados Unidos (Cash Box Top 100)     | 2              |
| Nueva Zelanda (Listener)              | 5              |